# Championnat NCAA masculin de basket-ball 1968
Le Championnat NCAA de basket-ball 1968 est la trentième édition du championnat universitaire américain de basket-ball. Vingt-trois équipes s'y sont affrontées en matchs à élimination directe jusqu'au Final Four qui s'est tenu à la Sports Arena de Los Angeles.
La finale, disputée le 23 mars, est remportée par les Bruins d'UCLA face aux Tar Heels de la Caroline du Nord sur le score de 78 à 55. Trois des joueurs composant le cinq majeur des Bruins terminent All-American lors de cette saison, Lucius Allen, Mike Warren et Lew Alcindor qui est désigné meilleur joueur du tournoi NCAA pour la deuxième année consécutive. L'équipe est dirigée par John Wooden.

## Final Four
|  | Demi-finales   | Demi-finales   |                        |    | Finale 26 mars | Finale 26 mars |
|  | Demi-finales   | Demi-finales   |                        |    | Finale 26 mars | Finale 26 mars |
|  |                |                |                        |    |                |                |
|  |                |                |                        |    |                |                |
|  |                |                |                        |    |                |                |
|  | UCLA           | 101            |                        |    |                |                |
|  | UCLA           | 101            |                        |    |                |                |
|  | Houston        | 69             |                        |    |                |                |
|  | Houston        | 69             | UCLA                   | 78 |                |                |
|  |                |                | UCLA                   | 78 |                |                |
|  |                | North Carolina | 55                     |    |                |                |
|  | Ohio State     | North Carolina | 55                     | 66 |                |                |
|  | Ohio State     |                |                        | 66 |                |                |
|  | North Carolina | 80             |                        |    |                |                |
|  | North Carolina | 80             | Match pour la 3e place |    |                |                |
|  |                |                |                        |    |                |                |
|  |                |                |                        |    |                |                |
|  |                |                |                        |    |                |                |
|  | Houston        | 85             |                        |    |                |                |
|  | Houston        | 85             |                        |    |                |                |
|  | Ohio State     | 89             |                        |    |                |                |
|  | Ohio State     | 89             |                        |    |                |                |

## Récompenses individuelles
Lew Alcindor termine avec le titre meilleur joueur du tournoi NCAA. Sur l'ensemble de la saison il remporte de nombreux trophées : USBWA men's player of the year award, Helms Foundation College Basketball Player of the Year. Elvin Hayes, le joueur des Cougars de Houston Elvin Hayes est désigné Associated Press College Basketball Player of the Year, UPI College Basketball Player of the Year, Sporting News Men's College Basketball Player of the Year.
Les Consensus All-America Teams sont composées, pour le premier cinq, de Elvin Hayes, Lew Alcindor, Larry Miller (North Carolina), Pete Maravich (Louisiana State) et Wes Unseld (Louisville), le deuxième cinq étant composé de Bob Lanier (St. Bonaventure); Calvin Murphy (Niagara), Don May (Dayton), Jo Jo White (Kansas) et Lucius Allen (UCLA).